# فيصل حدادي
فيصل حدادي مواليد 24 أبريل 1996 في، السعودية، هو لاعب كرة قدم سعودي يلعب في نادي ساجر.

## مسيرة اللاعب
كانت بداياته مع نادي الشباب و لعب بعدها مع نادي القيصومة ونادي الوشم ونادي الدرعية ونادي ساجر.